# Tournoi d'Australie de rugby à sept 2020
Ne doit pas être confondu avec Tournoi féminin d'Australie de rugby à sept 2020.
Navigation
2019 2021
Le tournoi d'Australie de rugby à sept 2020 est la quatrième étape de la saison 2019-2020 du World Rugby Sevens Series. Elle se déroule les 1er et 2 février 2020 au Bankwest Stadium de Parramatta, en Australie. L'équipe des Fidji remporte son premier tournoi de la saison en battant l'Afrique du Sud en finale 12-10.

## Format
En fonction du résultat du tournoi précédent, ou du classement de la saison passée pour le premier tournoi de la saison à Dubaï, les équipes sont réparties en chapeaux avant tirage au sort pour former quatre poules de quatre équipes. Chaque équipe joue les trois autres membres de sa poule et un classement est établi, tout d'abord sur le nombre de points (victoire 3 points, nul 2 points, défaite 1 point) puis sur le goal-average général. Les premiers de chaque poule sont qualifiées en demi-finale de la Cup et les trois autres équipes jouent des matches de classement de la 5e à la 15e place (le Challenge Trophy disparaît donc). Les équipes battues en demi-finales de la Cup disputent un dernier match de classement pour la troisième place.

## Équipes participantes
Seize équipes participent au tournoi (quinze équipes qualifiées d'office plus une invitée) :
- Afrique du Sud
- Angleterre
- Argentine
- Australie
- Canada
- Écosse
- Espagne
- États-Unis
- France
- Fidji
- Pays de Galles
- Irlande
- Kenya
- Nouvelle-Zélande
- Samoa
- Japon (invitée)

## Phase de poules
Les 16 équipes sont réparties en poules de 4 équipes qui se rencontrent une fois chacune. Les points sont attribués en fonction du résultat du match comme suit :
- Victoire : 3 points
- Égalité : 2 points
- Défaite : 1 point
- Forfait : 0 point

En cas d'égalité on départage les équipes selon les règles suivantes :
1. Le vainqueur du match des 2 équipes à égalité
2. La différence de points marqués et reçus durant la poule
3. La différence d'essais marqués et reçus durant la poule
4. Tirage au sort

Rencontres et classements de la phase de poules.
| Légende | Légende                              |
| ------- | ------------------------------------ |
|         | Qualifiées en demi-finales de la Cup |

### Poule A
| Rang | Pays             | J | V | N | D | Pm  | Pe  | Diff | Pts |
| ---- | ---------------- | - | - | - | - | --- | --- | ---- | --- |
| 1    | Fidji            | 3 | 3 | 0 | 0 | 109 | 19  | +90  | 9   |
| 2    | Nouvelle-Zélande | 3 | 2 | 0 | 1 | 78  | 36  | +42  | 7   |
| 3    | Pays de Galles   | 3 | 1 | 0 | 2 | 31  | 130 | -99  | 5   |
| 4    | Kenya            | 3 | 0 | 0 | 3 | 40  | 73  | -33  | 3   |

| 1er février 2020 11 h 12 UTC+10:00 | Kenya | 14 - 28 | Fidji | Bankwest Stadium, Parramatta |
| 1er février 2020 11 h 12 UTC+10:00 |       |         |       | Bankwest Stadium, Parramatta |
| 1er février 2020 11 h 12 UTC+10:00 |       |         |       | Bankwest Stadium, Parramatta |

| 1er février 2020 11 h 34 UTC+10:00 | Nouvelle-Zélande | 54 - 5 | Pays de Galles | Bankwest Stadium, Parramatta |
| 1er février 2020 11 h 34 UTC+10:00 |                  |        |                | Bankwest Stadium, Parramatta |
| 1er février 2020 11 h 34 UTC+10:00 |                  |        |                | Bankwest Stadium, Parramatta |

| 1er février 2020 16 h 40 UTC+10:00 | Kenya | 21 - 26 | Pays de Galles | Bankwest Stadium, Parramatta |
| 1er février 2020 16 h 40 UTC+10:00 |       |         |                | Bankwest Stadium, Parramatta |
| 1er février 2020 16 h 40 UTC+10:00 |       |         |                | Bankwest Stadium, Parramatta |

| 1er février 2020 17 h 02 UTC+10:00 | Nouvelle-Zélande | 5 - 26 | Fidji | Bankwest Stadium, Parramatta |
| 1er février 2020 17 h 02 UTC+10:00 |                  |        |       | Bankwest Stadium, Parramatta |
| 1er février 2020 17 h 02 UTC+10:00 |                  |        |       | Bankwest Stadium, Parramatta |

| 2 février 2020 20 h 45 UTC+10:00 | Fidji | 55 - 0 | Pays de Galles | Bankwest Stadium, Parramatta |
| 2 février 2020 20 h 45 UTC+10:00 |       |        |                | Bankwest Stadium, Parramatta |
| 2 février 2020 20 h 45 UTC+10:00 |       |        |                | Bankwest Stadium, Parramatta |

| 2 février 2020 21 h 07 UTC+10:00 | Nouvelle-Zélande | 19 - 5 | Kenya | Bankwest Stadium, Parramatta |
| 2 février 2020 21 h 07 UTC+10:00 |                  |        |       | Bankwest Stadium, Parramatta |
| 2 février 2020 21 h 07 UTC+10:00 |                  |        |       | Bankwest Stadium, Parramatta |

### Poule B
| Rang | Pays           | J | V | N | D | Pm  | Pe | Diff | Pts |
| ---- | -------------- | - | - | - | - | --- | -- | ---- | --- |
| 1    | Afrique du Sud | 3 | 3 | 0 | 0 | 112 | 26 | +86  | 9   |
| 2    | Argentine      | 3 | 2 | 0 | 1 | 59  | 78 | -19  | 7   |
| 3    | France         | 3 | 1 | 0 | 2 | 41  | 58 | -17  | 5   |
| 4    | Samoa          | 3 | 0 | 0 | 3 | 38  | 88 | -50  | 3   |

| 1er février 2020 09 h 44 UTC+10:00 | Argentine | 14 - 52 | Afrique du Sud | Bankwest Stadium, Parramatta |
| 1er février 2020 09 h 44 UTC+10:00 |           |         |                | Bankwest Stadium, Parramatta |
| 1er février 2020 09 h 44 UTC+10:00 |           |         |                | Bankwest Stadium, Parramatta |

| 1er février 2020 10 h 06 UTC+10:00 | France | 24 - 17 | Samoa | Bankwest Stadium, Parramatta |
| 1er février 2020 10 h 06 UTC+10:00 |        |         |       | Bankwest Stadium, Parramatta |
| 1er février 2020 10 h 06 UTC+10:00 |        |         |       | Bankwest Stadium, Parramatta |

| 1er février 2020 15 h 12 UTC+10:00 | Argentine | 28 - 21 | Samoa | Bankwest Stadium, Parramatta |
| 1er février 2020 15 h 12 UTC+10:00 |           |         |       | Bankwest Stadium, Parramatta |
| 1er février 2020 15 h 12 UTC+10:00 |           |         |       | Bankwest Stadium, Parramatta |

| 1er février 2020 15 h 34 UTC+10:00 | France | 12 - 24 | Afrique du Sud | Bankwest Stadium, Parramatta |
| 1er février 2020 15 h 34 UTC+10:00 |        |         |                | Bankwest Stadium, Parramatta |
| 1er février 2020 15 h 34 UTC+10:00 |        |         |                | Bankwest Stadium, Parramatta |

| 2 février 2020 19 h 17 UTC+10:00 | Afrique du Sud | 36 - 0 | Samoa | Bankwest Stadium, Parramatta |
| 2 février 2020 19 h 17 UTC+10:00 |                |        |       | Bankwest Stadium, Parramatta |
| 2 février 2020 19 h 17 UTC+10:00 |                |        |       | Bankwest Stadium, Parramatta |

| 2 février 2020 19 h 39 UTC+10:00 | France | 5 - 17 | Argentine | Bankwest Stadium, Parramatta |
| 2 février 2020 19 h 39 UTC+10:00 |        |        |           | Bankwest Stadium, Parramatta |
| 2 février 2020 19 h 39 UTC+10:00 |        |        |           | Bankwest Stadium, Parramatta |

### Poule C
| Rang | Pays       | J | V | N | D | Pm  | Pe | Diff | Pts |
| ---- | ---------- | - | - | - | - | --- | -- | ---- | --- |
| 1    | États-Unis | 3 | 3 | 0 | 0 | 120 | 28 | +92  | 9   |
| 2    | Australie  | 3 | 2 | 0 | 1 | 71  | 64 | +7   | 7   |
| 3    | Écosse     | 3 | 0 | 1 | 2 | 49  | 84 | -35  | 4   |
| 4    | Japon      | 3 | 0 | 1 | 2 | 35  | 99 | -64  | 4   |

| 1er février 2020 09 h 00 UTC+10:00 | États-Unis | 32 - 14 | Écosse | Bankwest Stadium, Parramatta |
| 1er février 2020 09 h 00 UTC+10:00 |            |         |        | Bankwest Stadium, Parramatta |
| 1er février 2020 09 h 00 UTC+10:00 |            |         |        | Bankwest Stadium, Parramatta |

| 1er février 2020 09 h 22 UTC+10:00 | Australie | 33 - 7 | Japon | Bankwest Stadium, Parramatta |
| 1er février 2020 09 h 22 UTC+10:00 |           |        |       | Bankwest Stadium, Parramatta |
| 1er février 2020 09 h 22 UTC+10:00 |           |        |       | Bankwest Stadium, Parramatta |

| 1er février 2020 14 h 28 UTC+10:00 | États-Unis | 40 - 7 | Japon | Bankwest Stadium, Parramatta |
| 1er février 2020 14 h 28 UTC+10:00 |            |        |       | Bankwest Stadium, Parramatta |
| 1er février 2020 14 h 28 UTC+10:00 |            |        |       | Bankwest Stadium, Parramatta |

| 1er février 2020 14 h 50 UTC+10:00 | Australie | 31 - 14 | Écosse | Bankwest Stadium, Parramatta |
| 1er février 2020 14 h 50 UTC+10:00 |           |         |        | Bankwest Stadium, Parramatta |
| 1er février 2020 14 h 50 UTC+10:00 |           |         |        | Bankwest Stadium, Parramatta |

| 2 février 2020 18 h 33 UTC+10:00 | Écosse | 21 - 21 | Japon | Bankwest Stadium, Parramatta |
| 2 février 2020 18 h 33 UTC+10:00 |        |         |       | Bankwest Stadium, Parramatta |
| 2 février 2020 18 h 33 UTC+10:00 |        |         |       | Bankwest Stadium, Parramatta |

| 2 février 2020 18 h 55 UTC+10:00 | Australie | 7 - 43 | États-Unis | Bankwest Stadium, Parramatta |
| 2 février 2020 18 h 55 UTC+10:00 |           |        |            | Bankwest Stadium, Parramatta |
| 2 février 2020 18 h 55 UTC+10:00 |           |        |            | Bankwest Stadium, Parramatta |

### Poule D
| Rang | Pays       | J | V | N | D | Pm | Pe | Diff | Pts |
| ---- | ---------- | - | - | - | - | -- | -- | ---- | --- |
| 1    | Angleterre | 3 | 3 | 0 | 0 | 92 | 26 | +66  | 9   |
| 2    | Irlande    | 3 | 1 | 0 | 2 | 57 | 57 | 0    | 5   |
| 3    | Canada     | 3 | 1 | 0 | 2 | 54 | 73 | -19  | 5   |
| 4    | Espagne    | 3 | 1 | 0 | 2 | 38 | 85 | -47  | 5   |

| 1er février 2020 10 h 28 UTC+10:00 | Canada | 28 - 19 | Irlande | Bankwest Stadium, Parramatta |
| 1er février 2020 10 h 28 UTC+10:00 |        |         |         | Bankwest Stadium, Parramatta |
| 1er février 2020 10 h 28 UTC+10:00 |        |         |         | Bankwest Stadium, Parramatta |

| 1er février 2020 10 h 50 UTC+10:00 | Angleterre | 47 - 0 | Espagne | Bankwest Stadium, Parramatta |
| 1er février 2020 10 h 50 UTC+10:00 |            |        |         | Bankwest Stadium, Parramatta |
| 1er février 2020 10 h 50 UTC+10:00 |            |        |         | Bankwest Stadium, Parramatta |

| 1er février 2020 15 h 56 UTC+10:00 | Canada | 12 - 28 | Espagne | Bankwest Stadium, Parramatta |
| 1er février 2020 15 h 56 UTC+10:00 |        |         |         | Bankwest Stadium, Parramatta |
| 1er février 2020 15 h 56 UTC+10:00 |        |         |         | Bankwest Stadium, Parramatta |

| 1er février 2020 16 h 18 UTC+10:00 | Angleterre | 19 - 12 | Irlande | Bankwest Stadium, Parramatta |
| 1er février 2020 16 h 18 UTC+10:00 |            |         |         | Bankwest Stadium, Parramatta |
| 1er février 2020 16 h 18 UTC+10:00 |            |         |         | Bankwest Stadium, Parramatta |

| 2 février 2020 20 h 01 UTC+10:00 | Irlande | 26 - 10 | Espagne | Bankwest Stadium, Parramatta |
| 2 février 2020 20 h 01 UTC+10:00 |         |         |         | Bankwest Stadium, Parramatta |
| 2 février 2020 20 h 01 UTC+10:00 |         |         |         | Bankwest Stadium, Parramatta |

| 2 février 2020 20 h 23 UTC+10:00 | Angleterre | 26 - 14 | Canada | Bankwest Stadium, Parramatta |
| 2 février 2020 20 h 23 UTC+10:00 |            |         |        | Bankwest Stadium, Parramatta |
| 2 février 2020 20 h 23 UTC+10:00 |            |         |        | Bankwest Stadium, Parramatta |

## Phase finale

### Cup
Résultats de la phase finale.
|  | Demi-finales                       | Demi-finales                       |                        |    | Finale                             | Finale                             |
|  | Demi-finales                       | Demi-finales                       |                        |    | Finale                             | Finale                             |
|  |                                    |                                    |                        |    |                                    |                                    |
|  | 2 février 2020 - 16 h 20 UTC+10:00 | 2 février 2020 - 16 h 20 UTC+10:00 |                        |    | 2 février 2020 - 20 h 56 UTC+10:00 | 2 février 2020 - 20 h 56 UTC+10:00 |
|  | 2 février 2020 - 16 h 20 UTC+10:00 | 2 février 2020 - 16 h 20 UTC+10:00 |                        |    | 2 février 2020 - 20 h 56 UTC+10:00 | 2 février 2020 - 20 h 56 UTC+10:00 |
|  | Afrique du Sud                     | 19                                 |                        |    | 2 février 2020 - 20 h 56 UTC+10:00 | 2 février 2020 - 20 h 56 UTC+10:00 |
|  | Afrique du Sud                     | 19                                 |                        |    | 2 février 2020 - 20 h 56 UTC+10:00 | 2 février 2020 - 20 h 56 UTC+10:00 |
|  | États-Unis                         | 12                                 |                        |    | 2 février 2020 - 20 h 56 UTC+10:00 | 2 février 2020 - 20 h 56 UTC+10:00 |
|  | États-Unis                         | 12                                 | Afrique du Sud         | 10 |                                    |                                    |
|  | 2 février 2020 - 16 h 42 UTC+10:00 |                                    | Afrique du Sud         | 10 |                                    |                                    |
|  |                                    | Fidji                              | 12                     |    |                                    |                                    |
|  | Fidji                              | Fidji                              | 12                     | 17 |                                    |                                    |
|  | Fidji                              |                                    |                        | 17 |                                    |                                    |
|  | Angleterre                         | 14                                 |                        |    |                                    |                                    |
|  | Angleterre                         | 14                                 | Match pour la 3e place |    |                                    |                                    |
|  |                                    |                                    |                        |    |                                    |                                    |
|  | 2 février 2020 - 19 h 59 UTC+10:00 |                                    |                        |    |                                    |                                    |
|  |                                    |                                    |                        |    |                                    |                                    |
|  | États-Unis                         | 17                                 |                        |    |                                    |                                    |
|  | États-Unis                         | 17                                 |                        |    |                                    |                                    |
|  | Angleterre                         | 10                                 |                        |    |                                    |                                    |
|  | Angleterre                         | 10                                 |                        |    |                                    |                                    |

Finale (Cup)
| 2 février 2020 | Afrique du Sud                                  | 10 - 12 (5-12) | Fidji | Bankwest Stadium, Parramatta Arbitre : James Doleman |
| 2 février 2020 | Essai(s) : JC Pretorius (4e), Zain Davids (11e) |                | Essai(s) : Napolioni Bolaca (2e, 7e) Transformation(s) : Napolioni Bolaca (2e) Carton(s) jaune(s) : Josua Vakurunabili | Bankwest Stadium, Parramatta Arbitre : James Doleman |
| 2 février 2020 |                                                 |                | | Bankwest Stadium, Parramatta Arbitre : James Doleman |

### Matchs de classement

#### 15e place
| 2 février 2020 17 h 10 UTC+10:00 | Kenya | 12 - 19 | Samoa | Bankwest Stadium, Parramatta |
| 2 février 2020 17 h 10 UTC+10:00 |       |         |       | Bankwest Stadium, Parramatta |
| 2 février 2020 17 h 10 UTC+10:00 |       |         |       | Bankwest Stadium, Parramatta |

#### 13e place
| 2 février 2020 17 h 32 UTC+10:00 | Espagne | 14 - 7 | Japon | Bankwest Stadium, Parramatta |
| 2 février 2020 17 h 32 UTC+10:00 |         |        |       | Bankwest Stadium, Parramatta |
| 2 février 2020 17 h 32 UTC+10:00 |         |        |       | Bankwest Stadium, Parramatta |

#### 11e place
| 2 février 2020 17 h 54 UTC+10:00 | Pays de Galles | 5 - 21 | Écosse | Bankwest Stadium, Parramatta |
| 2 février 2020 17 h 54 UTC+10:00 |                |        |        | Bankwest Stadium, Parramatta |
| 2 février 2020 17 h 54 UTC+10:00 |                |        |        | Bankwest Stadium, Parramatta |

#### 9e place
| 2 février 2020 18 h 16 UTC+10:00 | France | 7 - 0 | Canada | Bankwest Stadium, Parramatta |
| 2 février 2020 18 h 16 UTC+10:00 |        |       |        | Bankwest Stadium, Parramatta |
| 2 février 2020 18 h 16 UTC+10:00 |        |       |        | Bankwest Stadium, Parramatta |

#### 7e place
| 2 février 2020 18 h 38 UTC+10:00 | Argentine | 12 - 21 | Irlande | Bankwest Stadium, Parramatta |
| 2 février 2020 18 h 38 UTC+10:00 |           |         |         | Bankwest Stadium, Parramatta |
| 2 février 2020 18 h 38 UTC+10:00 |           |         |         | Bankwest Stadium, Parramatta |

#### 5e place
| 2 février 2020 19 h 00 UTC+10:00 | Nouvelle-Zélande | 24 - 7 | Australie | Bankwest Stadium, Parramatta |
| 2 février 2020 19 h 00 UTC+10:00 |                  |        |           | Bankwest Stadium, Parramatta |
| 2 février 2020 19 h 00 UTC+10:00 |                  |        |           | Bankwest Stadium, Parramatta |

## Bilan

### Classement du tournoi
| Cup                | Equipes          | Points | Clt | Equipes        | Points |
| ------------------ | ---------------- | ------ | --- | -------------- | ------ |
| Médaille d'or      | Fidji            | 22     | 9e  | France         | 8      |
| Médaille d'argent  | Afrique du Sud   | 19     | 10e | Canada         | 7      |
| Médaille de bronze | États-Unis       | 17     | 11e | Écosse         | 6      |
| 4e                 | Angleterre       | 15     | 12e | Pays de Galles | 5      |
| 5e                 | Nouvelle-Zélande | 13     | 13e | Espagne        | 4      |
| 6e                 | Australie        | 12     | 14e | Japon          | 3      |
| 7e                 | Irlande          | 11     | 15e | Samoa          | 2      |
| 8e                 | Argentine        | 10     | 16e | Kenya          | 1      |

### Statistiques sportives
Statistiques HSBC World Rugby Sevens Series 2020 - Sydney:
- Meilleur(s) marqueur(s) d'essais du tournoi[6] :  Angelo Davids (8 essais)
- Meilleur(s) réalisateur(s) du tournoi[7] :  Angelo Davids /  Napolioni Bolaca (40 points)
- Impact Player(s)[8] :  Ben Pinkelman (48 points)
- Meilleur joueur de la finale[9] :  Napolioni Bolaca

- Équipe type :